# Gumihorn
Gumihorn är ett berg på gränsen mellan kommunerna Gsteigwiler och Gündlischwand i kantonen Bern i Schweiz. Det är beläget i Bernalperna, cirka 50 kilometer sydost om huvudstaden Bern. Gumihorn är den högsta punkten i bergskammen Schynige Platte och ligger väster om berget Loucherhorn. Toppen på Gumihorn är 2 099 meter över havet.